# Debian GNU/Hurd
Debian GNU/Hurd – tworzona w ramach projektu Debian dystrybucja systemu operacyjnego GNU, używająca jądra Hurd, bazującego na mikrojądrze GNU Mach. Obecnie projekt oparty jest na architekturze i686.
System nie jest jeszcze oficjalnie wydany (takie wydania używają na razie jądra Linux lub jądra systemu FreeBSD), jednak dostępne są wydania testowe przygotowywane przez Philipa Charlesa, pojawiające się co kilka tygodni, numerowane kombinacją litery i liczby: litera odpowiada kolejnej wersji instalatora, a liczba – kolejnemu wydaniu z danym instalatorem.
Aktualnie tylko ok. trzy czwarte pakietów Debiana dostępna jest dla jądra GNU/Hurd.